# Tianhui 1
Tianhui 1 (chinesisch 天绘一号, Pinyin Tiānhuì Yīhào, deutsch: etwa „Himmlische Kartografie 1“) ist eine Serie von Erdbeobachtungssatelliten, die von der Hangtian Dong Fang Hong GmbH gebaut und vom Chinesischen Zentrum für Tianhui-Satelliten (中国天绘卫星中心) betrieben werden, einer Abteilung des Nationalen Zentrums für Fernerkundung (国家遥感中心), das dem Ministerium für Wissenschaft und Technologie untersteht.

## Mission
Tianhui 1-01, der erste Satellit der Serie, wurde am 24. August 2010 um 9:10 Uhr MESZ mit einer Trägerrakete vom Typ Langer Marsch 2D vom Kosmodrom Jiuquan in eine sonnensynchrone und polare, etwa 500 km hohe Umlaufbahn gebracht.
Im Jahr 2020 war Tianhui 1-01 noch aktiv und bildete mit den beiden Folgesatelliten Tianhui 1-02 (gestartet 2012) sowie Tianhui 1-03 (gestartet 2015) eine Konstellation, bei der jeder Satellit alle 58 Tage denselben Ort erneut überflog. Die Hauptaufgabe der Tianhui-1-Satelliten ist die Erstellung einer Weltkarte im Maßstab 1:50.000, und anschließend eine Verfeinerung besagter Karte auf den Maßstab 1:25.000. Dies soll nicht nur militärischen Zwecken dienen, sondern unter anderem auch zur Erkundung von Bodenschätzen und sonstigen Ressourcen.
Daher können die von den Satelliten ermittelten Daten und daraus erstellten Landkarten über die Nationale gemeinsame Plattform für Erdbeobachtungsdaten des Instituts für Informationsgewinnung durch Luft- und Raumfahrt der Chinesischen Akademie der Wissenschaften abgerufen werden.

## Technik
Die ersten vier Satelliten der Serie Tianhui 1 beruhen auf dem mittelgroßen Satellitenbus CAST 2000 der Hangtian Dong Fang Hong GmbH, der für eine Mindestlebensdauer von 5 Jahren ausgelegt ist.
Sie sind mit zwei verschiedenen Kamerasystemen im sichtbaren und Infrarotbereich ausgerüstet. Das erste arbeitet mit CCD-Sensoren und kann dreidimensionale Bilder im Spektralbereich zwischen 510 und 690 Nanometern mit einer Auflösung von rund 5 Metern und einem Sichtfeld von rund 25 Grad aufnehmen. Das andere erreicht eine Auflösung von etwa 10 Metern und arbeitet in den vier Wellenlängenbereichen (430–520 nm, 520–610 nm, 610–690 nm und 760–900 nm). Die Schwadbreite der Kameras beträgt etwa 60 Kilometer.
Prinzipiell sind die Satelliten der Serie baugleich, aber während Tianhui 1-01 nur senkrecht nach unten blicken konnte, können die Satelliten ab Tianhui 1-02 um ±10° geschwenkt werden.

## Aktuelle Satellitenliste
Stand: 1. November 2023
| Start (UTC)   | Träger- rakete | Satelliten- name | Startplatz | COSPAR- Bezeichnung | Orbit               |
| ------------- | -------------- | ---------------- | ---------- | ------------------- | ------------------- |
| 24. Aug. 2010 | CZ-2D          | Tianhui 1-01     | Jiuquan    | 2010-040A           | 472 × 516 km, 97,7° |
| 6. Mai 2012   | CZ-2D          | Tianhui 1-02     | Jiuquan    | 2012-020A           | 489 × 512 km, 97,5° |
| 26. Okt. 2015 | CZ-2D          | Tianhui 1-03     | Jiuquan    | 2015-061A           | 496 × 509 km, 97,4° |
| 29. Juli 2021 | CZ-2D          | Tianhui 1-04     | Jiuquan    | 2021-067A           | 501 × 504 km, 97,5° |